# Cazeneuve-Montaut
Cazeneuve-Montaut este o comună în departamentul Haute-Garonne din sudul Franței. În 2009 avea o populație de 63 de locuitori.

## Evoluția populației
| An        | 1975 | 1982 | 1990 | 1999 | 2006 | 2009 |
| --------- | ---- | ---- | ---- | ---- | ---- | ---- |
| Populație | 56   | 54   | 58   | 54   | 54   | 63   |